# 빠똥

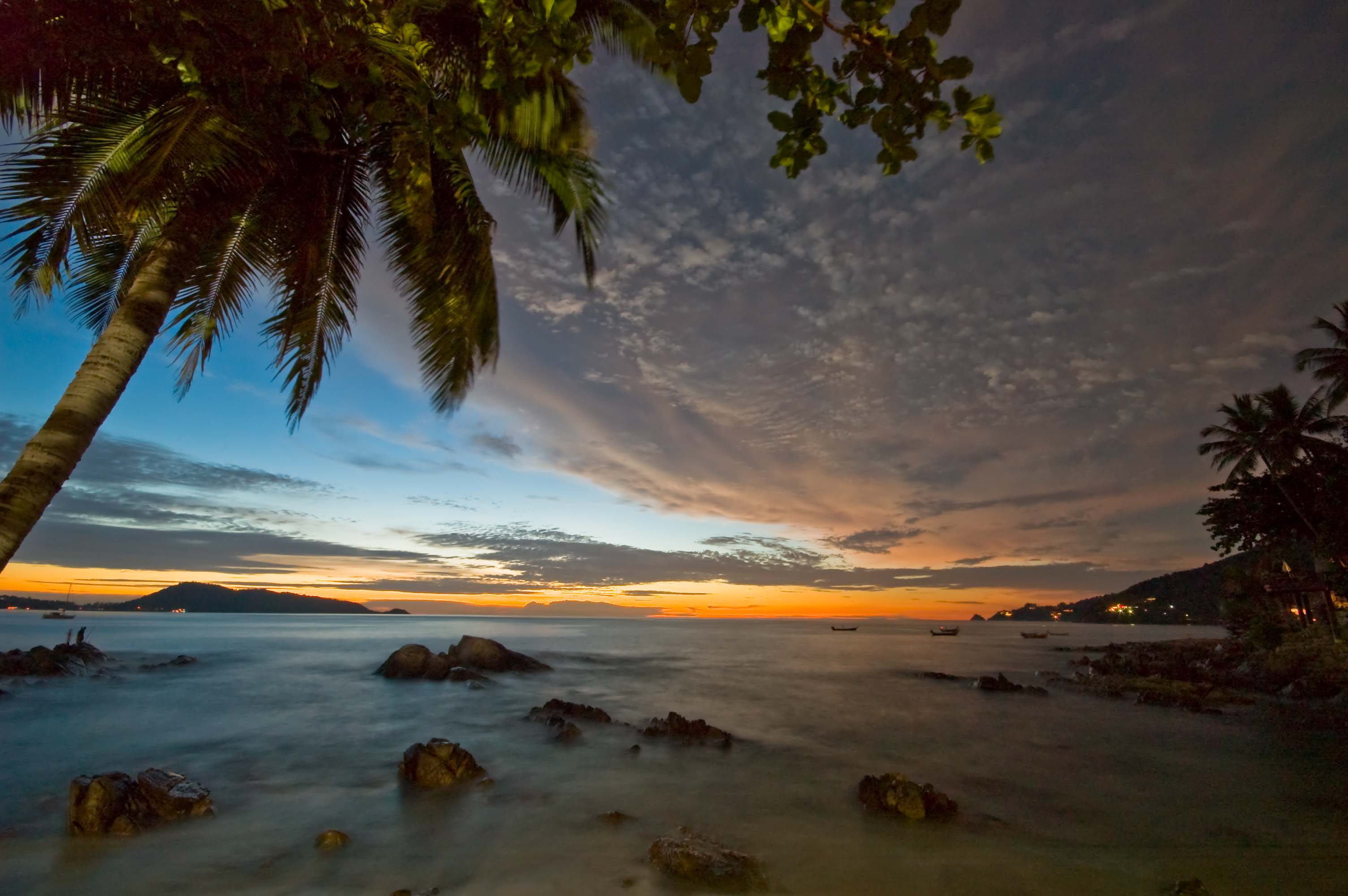
빠똥

빠똥(태국어: หาดป่าตอง)은 태국 푸껫 서해안에 있는 푸껫 최대의 해변이다. 푸껫 중에서도 인기 있는 리조트 지역이며, 해변 근처에는 호텔이나 음식점이 많이 들어서 있다. 나이트 라이프로 유명한 방글라 거리에는 바 등이 많아 자정까지 여행자로 붐비고 있다. 2004년 12월 26일 2004년 인도양 지진 해일이 발생할 때에 일어난 대규모 해일에 의해 다수의 사상자를 냈다. 해변 근처의 호텔 · 레스토랑 · 상점 등의 관광 시설도 대부분 파괴되었다. 그 때문에 일단은 관광객 급감했지만 이후 급속한 부흥에 의해 해일 이전과 변함없는 활기를 보이게 되었다.